# Lebia
Lebia är ett släkte av skalbaggar som beskrevs av Pierre André Latreille 1802. Lebia ingår i familjen jordlöpare.

## Bildgalleri

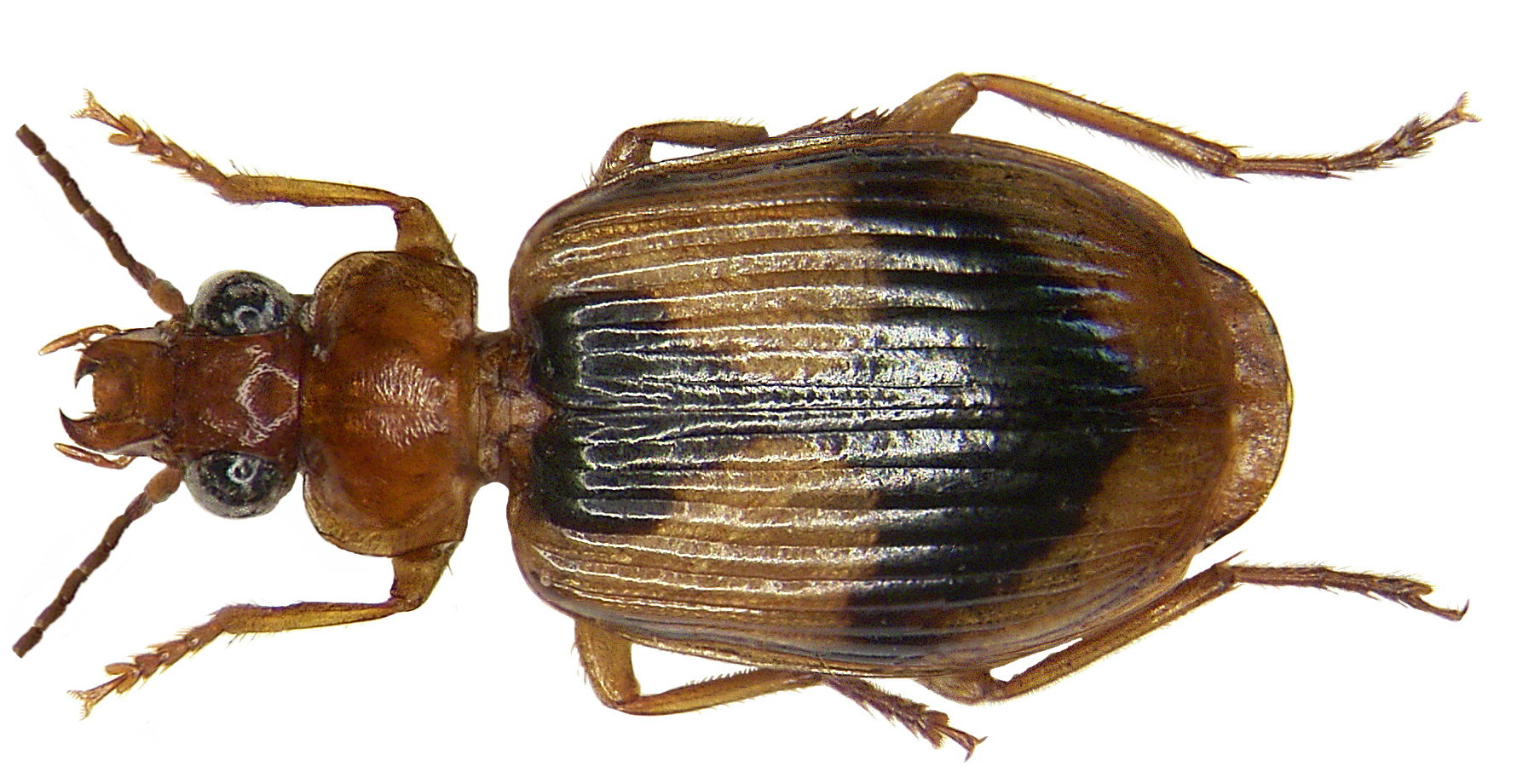

## Dottertaxa tillLebia, i alfabetisk ordning[1][2]
- Lebia abdita
- Lebia abdominalis
- Lebia arizonica
- Lebia atriceps
- Lebia atriventris
- Lebia aztec
- Lebia balli
- Lebia bilineata
- Lebia bitaeniata
- Lebia bivittata
- Lebia bumeliae
- Lebia calliope
- Lebia chalcoptera
- Lebia championi
- Lebia chlorocephala
- Lebia collaris
- Lebia cruxminor
- Lebia cyanipennis
- Lebia cyanocephala
- Lebia deceptrix
- Lebia decolor
- Lebia divisa
- Lebia erotyloides
- Lebia esurialis
- Lebia fuscata
- Lebia grandis
- Lebia guttula
- Lebia histrionica
- Lebia insulata
- Lebia lecontei
- Lebia lecta
- Lebia lobulata
- Lebia magistra
- Lebia malanocrepis
- Lebia marginicollis
- Lebia miranda
- Lebia moesta
- Lebia nigricapitata
- Lebia ocelligera
- Lebia ornata
- Lebia pectita
- Lebia perita
- Lebia perpallida
- Lebia pimalis
- Lebia pleuritica
- Lebia pulchella
- Lebia pumila
- Lebia quadriannulata
- Lebia quadrinotata
- Lebia rufopleura
- Lebia scapula
- Lebia sellata
- Lebia solea
- Lebia subdola
- Lebia subgrandis
- Lebia subrugosa
- Lebia tricolor
- Lebia tuckeri
- Lebia viridipennis
- Lebia viridis
- Lebia vittata